# Marc Goddard
Marc Goddard (født i Birmingham, England) er en engelsk MMA-kampleder og tidligere professionel MMA-udøver. Han har i flere år dømt kampe i toporganisationerne UFC, Cage Warriors og Bellator MMA.

## Problemer med Conor McGregor
Siden oktober, 2017 har Goddard og irske Conor McGregor haft meget offentlige konfrontationer under og efter kampe, som McGregor havde været tilstede ved.
Den første hændelse fandt sted UFC Fight Night: Cowboy vs. Till den 21. oktober, 2017, hvor McGregor optrådte som en uofficiel cornerman for Artem Lobov, da han kæmpede mod Andre Fili. Midt i den foreløbige kamp på kortet påtalte Goddard, McGregor, der råbte instruktioner til Lobov i løbet af kampen, indtil Goddard trådte ind og tvang McGregor til at forlade området.
De to kolliderede for anden gang den 10. november, 2017 ved Bellator 187 i 3Arena i Dublin i Irland, hvor en anden McGregor-holdkammerat, Charlie Ward slog John Redmond i første omgang. Før Goddard, kunne nu at gøre resultatet officielt, stormede McGregor ind i ringen for at kramme Ward. Så snart det begyndte at ske, forsøgte Goddard at få McGregor ud af buret. Goddard bad McGregor om at forlade buret og McGregor skubbede til ham mens dommeren stadig kontrollerede Redmond, der stadig var på måtten. Kort efter blev McGregor eskorteret og forlod buret alene.